# David Wall (attore 1870)
David Wall, conosciuto anche come Dave Wall (Cobourg, 3 febbraio 1870 – New York, 1º giugno 1938), è stato un attore canadese che lavorò negli Stati Uniti all'epoca del muto. Occasionalmente, fu anche regista e sceneggiatore.

## Filmografia
- The Blue and the Gray; or, The Days of '61, regia di Edwin S. Porter - cortometraggio (1908)
- The Face on the Bar-Room Floor, regia di Edwin S. Porter - cortometraggio (1908)
- Angel of the Bowery - cortometraggio (1911)
- The Monogram 'J.O.' - cortometraggio (1911)
- The Power Behind the Throne - cortometraggio (1912)
- Tangled, regia di Harry C. Mathews - cortometraggio (1912)
- In the Sowing, regia di Harry C. Mathews - cortometraggio (1912)
- A Lady of Quality, regia di J. Searle Dawley (1913)
- The Day of Days, regia di Daniel Frohman (1914)
- La figlia del banchiere (The Banker's Daughter) (1914)
- The Port of Missing Men
- The Greyhound